# كريستوفر البافاري
كريستوفر (26 فبراير 1416- 5/6 يناير 1448؛ المعروف باسم كريستوفر البافاري أو كريستوف فون بالاتينات-نويماركت (بالألمانية: Christoph von Pfalz-Neumarkt؛ الدنماركية والنرويجية : Christoffer af/av Bayern؛ السويدية: Kristofer av Bayern)؛ كان ملك الدنمارك (40- 1448؛ كـ كريستوفر الثالث)؛ والسويد (41-1448) والنرويج (42-1448) في ظل اتحاد كالمار، في عهده أصبحت كوبنهاغن عاصمة الدائمة للمملكة الدنمارك.

## السيرة الذاتية
ولد كريستوف في نويماركت في منطقة بالاتينات العليا، بحيث أنها ابن الوحيد لوالديه يوهان من بالاتينات ابن روبرشت ملك ألمانيا وإليزابيث شقيقة الكبرى لـ فريدرخ الأول ناخب براندنبورغ (جد زوجته دوروثيا)؛ في حين والدته كاثرين البوميرانية تعتبر شقيقة إريك البوميراني ملك الدنمارك والنرويج والسويد تعتبر والدتهم ماريا من مكلنبورغ-شفيرين حفيدة فالديمار الرابع ملك الدنمارك، وكذلك ابنة شقيق ألبريكت ملك السويد.
في 1439 تم عزل خاله إريك البوميراني من عرش الدنمارك والسويد، ابن شقيقته كريستوفر الذي لم يكن على دراية بالظروف الاسكندنافية تم انتخابه من قبل مجلس الدولة الدنماركي خلفًا لخاله، أولاً كوصي على العرش منذ عام 1439، ثم أعلن ملك الدنمارك في جمعية فيبورغ في 9 أبريل 1440، كان من المفترض أن يكون دمية في أيديهم، ومع ذلك نجح في الحفاظ على بعض السيطرة الشخصية، ككل حكمه.
تزوج في 1445 من دوروثيا من براندنبورغ حفيدة الناخب فريدرخ الأول، لم يكن لهم ذرية، لاحقاً تزوجت من خليفته كريستيان الأول لديها أبناء.